# 鈴木大河
鈴木 大河（すずき たいが、1998年6月29日 - ）は日本の歌手、俳優、タレントであり、IMP.のメンバー。愛称は、がちゃん。
千葉県出身。TOBE所属

## 来歴
2011年6月19日、ジャニーズ事務所に入所。2009年に母親と見に行ったHey! Say! JUMPのコンサートで、当時バックダンサーを務めていた渡辺翔太のダンスに釘付けになる。「いつかこの人と同じ舞台に立ちたい」という夢を抱き、自ら応募した。
2020年10月16日、『ミュージックステーション 2時間SP』で結成が発表されたジャニーズJr.内ユニット・IMPACTorsのメンバーに選ばれる。
2023年5月25日をもってジャニーズ事務所を退所した。7月14日、YouTube生配信にてTOBEのアイドルグループIMP.として活動することを発表した。

## 人物
- 趣味は服を買うこと、ネットで服を見ること[7]。
- 特技はコーディネートを考えること、人の相談に乗ること[7]。
- メンバーの世話をすることが多いことから「IMPACTorsの保健室」と呼ばれている[10]。自身は自らの性格について「もともと理屈っぽいところがある」と自己分析する[11]。

## 出演
個人での出演のみ記載。グループとしての出演はジャニーズJr.解散グループ (2000年以降)#IMPACTors、IMP.#出演を参照。

### テレビ番組
- イブ6プラス（2022年3月30日 -  2023年3月28日、とちぎテレビ） - 火曜レギュラー[12][13]
- 絶好調W （2024年10月9日 -  、北陸放送）[14]

### テレビドラマ
- 未恋〜かくれぼっちたち〜（2025年1月10日 - 3月14日、関西テレビ・フジテレビ） - 星たける 役[15]
- 三人夫婦（2025年4月9日 - 6月18日、TBS） - 里村新平 役[16][17]

### 映画
- オレたち応援屋!!（2020年10月23日公開、東宝） - 飯塚洸太 役[18]
- 滝沢歌舞伎 ZERO 2020 The Movie（2020年12月4日公開、松竹）[19]

### 舞台
- JOHNNYS' YOU&ME IsLAND（2017年9月6日 - 30日、帝国劇場）[20]
- JOHNNYS' Happy New Year IsLAND（2018年1月1日 - 27日、帝国劇場）
- 滝沢歌舞伎ZERO（2019年2月3日 - 25日、南座 / 4月10日 - 5月19日、新橋演舞場）[21][22]
- 虎者 NINJAPAN 2020（2020年10月10日 - 27日、新橋演舞場）[23]
- アナザー・カントリー（2022年6月24日 - 7月3日、よみうり大手町ホール / 7月7日 - 10日、COOL JAPAN PARK OSAKA TTホール / 7月12日 - 13日、キャナルシティ劇場） - トミー・ジャッド 役[24]
- KINGDOM キングダム（2023年2月5日 - 27日、帝国劇場） - 成蟜 役（神里優希とWキャスト）[25][26]